# 李慶元 (中華民國政治人物)
李慶元（1958年8月29日—），中華民國台北市政治人物，1998年以新黨籍身分當選台北市議會議員，2008年加入中國國民黨，但於2015年被國民黨開除黨籍，2018年首度以無黨籍身分當選連任，任期結束的前一年重返新黨，並為當時新黨最資深的民選公職人員，2022年卸任市議員。曾任中華民國國民大會第三屆國大代表並兩度參選立委失利。除了政治以外，曾為世新大學兼任講師、記者、廣播、電視節目主持人。女兒為台灣配音員李昀晴。

## 從政時期
1996年，李慶元加入新黨。
1998年，代表新黨當選第8屆台北市議員。
2000年初，李慶元眼見文山區辛亥路七段一株兩百歲雀榕因建商施工面臨砍除，由於無法源限制而留下遺憾，於是向當時擔任台北市文化局局長的龍應台建議訂定《台北市樹木保護自治條例》，以搶救遍佈在台北市各個角落面臨因都市發展遭任意砍伐的珍貴樹木。最後在2003年台北市議會通過了全國第一個保護樹木的地方法令。
2000年中華民國總統選舉，李慶元開記者會發表與李敖合著的《陳水扁的真面目》，宣稱陳水扁與女助理、女化妝師有外遇，但仍對外粉飾虛構與吳淑珍仍鶼鰈情深，藉此騙取選民支持。陳水扁控告李慶元違反正副總統選舉罷免法，法院在2012年判李慶元更三審無罪定讞，但附帶本件的民事求償卻判李慶元須在《中國時報》、《聯合報》、《自由時報》、《工商時報》全國版頭版登報道歉。
2003年，李慶元揭發房地產投資客在師大附中國中部明星學區，利用一戶分割成小坪數六、七戶的分戶方式，賺取暴利，並造成明星學區幽靈學生呈倍數增加，李慶元要求教育局及建管處專案列管，修法限制分戶最小面積，並對只設籍而無居住事實者嚴加管控，以免影響學區學生就學權益。
2004年，李慶元揭發不肖水果切片業者，使用成分含甲醛及亞硫酸氫鈉的工業用漂白劑「吊白塊」美白及保存切片水果。台北市衛生局在其檢舉下，展開大規模檢驗稽查，並提供「藍吊試劑」給民眾，自行測試切片水果的安全性。
2005年，李慶元揭發「烏來溫泉泡湯水及糞汙水汙染台北水源」問題。新北市烏來區遊客用過的大量溫泉泡湯水，都直接排放溪中。同時，住戶及餐館、旅社等製造的糞汙水、雜排水，有不少沒有接入汙水管，就直接排入溪谷，流進台北自來水引水區。此外，汙水處理廠只進行過初級處理的汙水，也全部排到引水區上方。在李慶元的要求下，水利署台北水源局增埋汙水管線，並將處理過的汙水改排放到非水源引水區，以淨化水源。
2006年起，李慶元多次召開記者會，批評文湖線工程嚴重落後、樑柱工程工法有安全疑慮等問題，並揭發承包商工信工程公司以棄土充當回填土，或轉手盜賣有價值的廢土以圖利，或隨意傾倒山野影響環境衛生，再偽造棄土證明及照片，向捷運局同時申報清運棄土費用及購買填土費用「兩頭賺」。此弊案經李慶元的揭發後，檢調單位曾搜索多家廠商，偵辦移送七名業者，同時捷運局也追繳回承包商達四億餘元的棄土費用。
2010年，李慶元前往台北市社會局安置弱勢者的安康平價住宅會勘，關心居住環境惡劣、年久失修以及居住人權遭漠視的問題，並且2012年起逐漸協助推動安康平宅的更新改建計畫。
2013年，臺北雙子星弊案爆發期間，壹週刊指李慶元向涉案人黃承國便宜買房，並與太極雙星金主程宏道吃飯，然而當事人提出事證澄清買房對象為建造商兆雄建設（黃承國未在該公司任職），且以98年底的房價而言，買價堪稱合理，以及與程宏道僅透過黃承國的介紹在市議會見過一次面，接受其陳情書。楊實秋曾因此在議會批李慶元是市議會之恥，遭李怒控妨害名譽，但楊實秋事後卻向檢察官表示，當初說的是坐在李慶元背後的秦儷舫，最後檢察官對楊處以不起訴處分。
2015年7月15日，中國國民黨考紀會宣布開除其黨籍。
2016年，李慶元以無黨籍身份代表首都改革陣線參選臺北市第八選舉區立法委員失利。
2018年1月18日，新北市長擬參選人金介壽與李慶元聯合召開記者會，並在媒體與報紙刊登半版廣告，指控前警政署長、新北市副市長侯友宜夫妻在台北市陽明山上擁有101棟套房，僅靠房租就能賺取新台幣3億3,000萬的巨額收入。譏諷刺侯是「三億警長」、「101包租公」，對此侯友宜回應，買廣告下這樣標題，就是惡意抹黑，這是一個舊聞，如果真的有問題，早就被查了，並反問「你看我侯友宜像是一個貪汙的人嗎？」。
2018年11月24日，當選第十三屆臺北市議員，12月25日宣誓就職。
2021年1月，在新任黨主席吳成典邀請之下回归新党，同時宣布將放棄連任，遂於隔年卸任。
2021年4月，新黨榮譽主席郁慕明及全國委員會委員王炳忠、林明正、蘇恆等人召開記者會抨擊吳成典接納李慶元入黨一事，指李慶元「反共」、「台獨」，王炳忠點名李慶元「曾支持民進黨」，郁慕明更為此退回榮譽主席一職。對此，李慶元回應表示他不曾加入民進黨，且自身為孫中山的信徒，2016年以無黨籍參選立委並非支持民進黨。

## 選舉紀錄
| 年度 | 選舉屆數               | 選舉區           | 所屬政黨   | 得票數 | 得票率 | 當選標記 | 備註 |
| ---- | ---------------------- | ---------------- | ---------- | ------ | ------ | -------- | ---- |
| 1996 | 第三屆國民大會代表選舉 | 台北市第三選舉區 | 新黨       | 49,995 | 10.52% |          |      |
| 1998 | 第八屆台北市議員選舉   | 台北市第六選舉區 | 新黨       | 17,82  | 5.74%  |          |      |
| 2001 | 第五屆立法委員選舉     | 台中縣選舉區     | 新黨       | 10,446 | 1.58%  |          |      |
| 2002 | 第九屆台北市議員選舉   | 台北市第六選舉區 | 新黨       | 29,570 | 10.17% |          |      |
| 2006 | 第十屆台北市議員選舉   | 台北市第六選舉區 | 新黨       | 21,560 | 7.87%  |          |      |
| 2010 | 第十一屆台北市議員選舉 | 台北市第六選舉區 | 中國國民黨 | 22,915 | 7.63%  |          |      |
| 2014 | 第十二屆台北市議員選舉 | 台北市第六選舉區 | 中國國民黨 | 24,348 | 7.90%  |          |      |
| 2016 | 第九屆立法委員選舉     | 臺北市第八選舉區 | 無黨籍     | 60,459 | 35.80% |          |      |
| 2018 | 第十三屆台北市議員選舉 | 台北市第六選舉區 | 無黨籍     | 13,097 | 4.44%  |          |      |

## 外部連結
- 台北市議會李慶元議員簡介 （页面存档备份，存于）
- 行動派議員-李慶元問政網 （页面存档备份，存于）
- 李慶元的Facebook專頁
- YouTube上的李慶元頻道